# Titus (Rakete)
Titus (Tentative d’Itération de Tacite à Usage Scientifique) ist die Bezeichnung einer französischen Höhenforschungsrakete, die 1966 für die Beobachtung einer totalen Sonnenfinsternis in Argentinien entwickelt wurde.

## Aufbau
Es handelte sich bei der Titus um eine zweistufige Feststoffrakete, die auf den ersten beiden Stufen der Rakete Berenice basierte.
Die erste Stufe der Titus bestand aus einer Stromboli 739-2. Die Masse betrug 1935 kg, davon 1245 kg Treibstoff, der während der Brenndauer von etwa 20 Sekunden einen Schub von 170 kN entwickelte. Die erste Stufe wurde durch vier Stabilisierungsraketen vom Typ SEPR P167 gesteuert.
Die zweite Stufe war eine Stromboli SEPR 740-3, mit einer Masse von 1110 kg. Die 738 kg Treibstoff entwickelten während der Brenndauer von 16 oder 20 Sekunden einen Schub von 100 kN. Die zweite Stufe war nicht gesteuert, verfügte aber über vier feste Stabilisierungsflossen.
An der Spitze der Rakete befand sich eine Kapsel von drei Metern Länge mit der Nutzlast. Die Gesamtlänge betrug etwa 12 Meter. Viele Systeme der Titus wurden bei einem Start der Berenice 12 am 4. Mai 1966 auf der Île du Levant getestet.

## Verwendung
Unter Mitwirkung der argentinischen Behörde Comisión Nacional de Investigaciones Espaciales (CNIE) wurden die zwei einzigen Exemplare dieser Rakete am 12. November 1966 vom Startplatz Las Palmas in der argentinischen Provinz Chaco gestartet, um die an diesem Tag stattfindende Sonnenfinsternis zu beobachten. Die Raketen erreichten Höhen von 274 bzw. 270 km.